# 光工学
光工学（ひかりこうがく、こうこうがく、英: Optical engineering）は、光の生成、透過、操作、検出、利用に関連する物理現象と技術を含む科学と工学の分野である。光工学者は、光学を使用して問題を解決し、光が有用なことをする装置を設計及び作成する。光工学者は、光の特性を使用する光学機器を設計及び運用する。光学機器は、例えばレンズ、顕微鏡、望遠鏡、レーザー、センサー、光通信システム、光ディスク（例えばCD、DVD）である。
光工学の計量学では、光学の方法を使用して、レーザースペックル干渉計などの機器によりマイクロ振動、又は屈折を測定する機器により質量の特性を測定する。
ナノ測定及びナノポジショニングを行う機械は、光工学者により設計された装置である。これらの機械は、例えばマイクロフォトリソグラフィのステッパーであり、ナノメートルの精度を持ち、結果としてこの規模でのものの製造に使用される。